# Oermaas

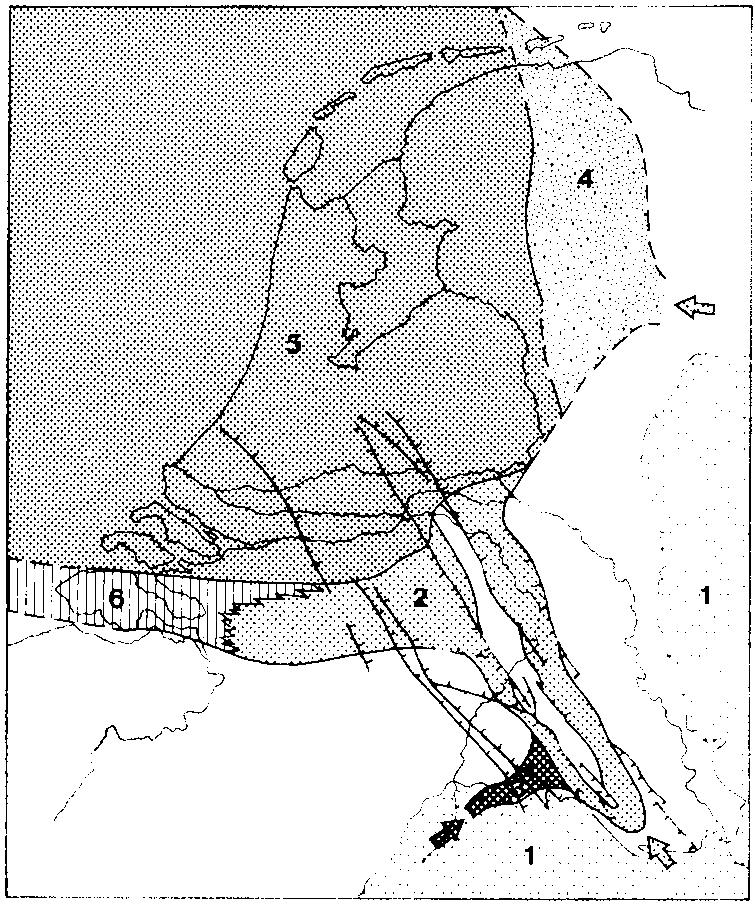
Sedimentatiegebied van Rijn en Maas gedurende het Midden-Tiglien, onderaan is de Oostmaas te zien

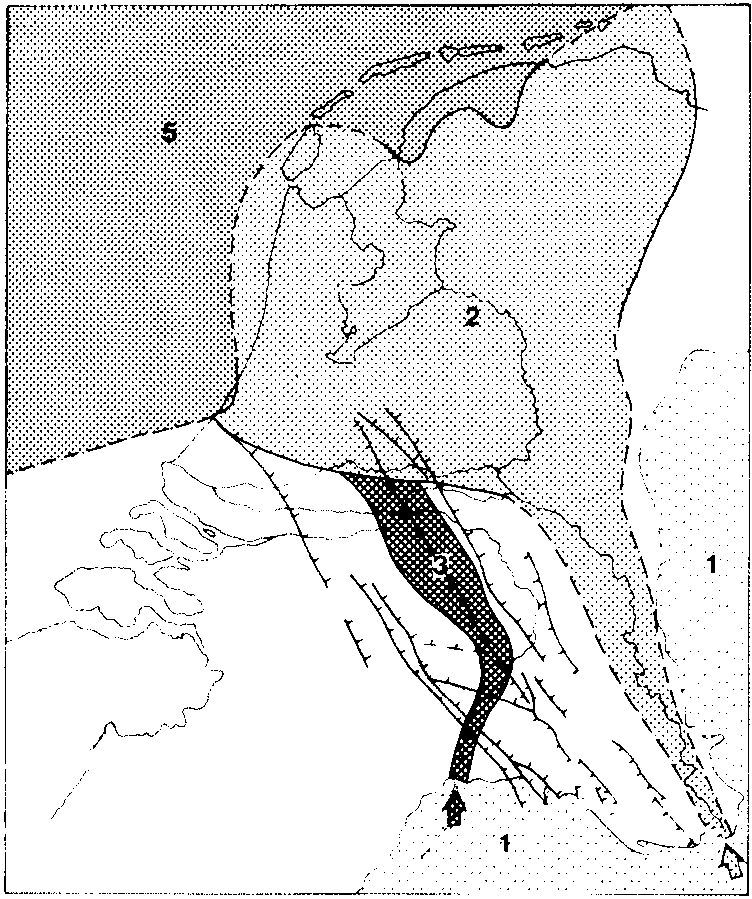
Sedimentatiegebied van Rijn en Maas gedurende het jongste deel van het Cromerien, onderaan is de Westmaas te zien

De Oermaas, soms ook geschreven als Oer-Maas, of Waubach-Maas was een rivier die vanaf het Mioceen, 10 tot 7 miljoen jaren geleden, vanuit het gebied van de Ardennen in noordelijke richting afwaterde. Deze rivier kenmerkt zich door drie hoofdfases: de Oermaas, de Oostmaas en de Westmaas. De Oermaas was een zijrivier  van de Oerrijn.

## Geschiedenis
In de loop van het Mioceen werd aan de noordrand van de Ardennen en het Rijnlandse Leisteengebergte de opwelving van grote delen van West-Europa duidelijk merkbaar. De zee, die een groot deel van het Rijnlandse Leisteengebergte en de Ardennen bedekte, werd naar het noordwesten teruggedrongen. Grote gebieden die gedurende lange tijd onder de zeespiegel gelegen hadden werden tot boven de zeespiegel opgeheven en vormden uitgestrekte gebieden aan nieuw land. Het stroomgebied van de Oerrijn en Oermaas, die waarschijnlijk al veel eerder aanwezig waren, werd met het terugtrekken van de zee verlengd. Deze Oerrijn en Oermaas begonnen ook meteen met de afbraak van het nieuw gevormde land en de aanvoer van gesteentepuin uit het achterland. Aanvankelijk werden vooral de nog relatief jonge tertiaire mariene zanden en kleien afgebroken. De oudste zanden en grinden die uit het achterland werden aangevoerd waren zeer resistente en kwartsrijke componenten afkomstig van op de tertiaire schiervlakte aanwezige verweringsproducten en reeds oudere rivierafzettingen. Met de aanvang van het Boven-Mioceen bereikten de eerste grindhoudende rivierzanden het huidige Limburgse gebied. Met uitzondering van een klein stukje Zuid-Limburg werden deze rivierafzettingen, mengsels van grind en zand en klei over vrijwel de gehele provincie verspreid. Buiten de dalende gebieden is van deze afzettingen weinig of niets bewaard gebleven. Op vele andere plaatsen liggen deze afzettingen diep begraven onder jongere sedimenten. In Zuid-Limburg vinden we deze afzettingen in het gebied ten noorden van de Feldbissbreuk bij Schinveld en Brunssum aan of dicht onder de oppervlakte. In het Zuid-Limburgse heuvelland vinden we bij Ubachsberg en de hoogten bij Eperheide en Noorbeek nog geïsoleerde resten van deze afzettingen. Deze afzettingen zijn in het geheel afkomstig van de Oermaas. Op de Peelhorst komen deze oude afzettingen ook aan of dicht onder de oppervlakte voor, maar deze zijn voor het grootste deel aangevoerd door de Oerrijn. 
Onder invloed van tektonische bewegingen langs breuken, maar ook door verschillen in de snelheid van opwelving ontstonden in de loop van de tijd steeds wisselende geomorfologische patronen. De wisselende omstandigheden waren van invloed op de loop van zowel de Oerrijn als de Oermaas. In de loop van het Plioceen werden klimatologische invloeden steeds belangrijker. In de loop van het Pleistoceen bereikten de klimaatschommelingen een hoogtepunt in de bekende glacialen (ijstijden) en interglacialen (tussenijstijden).
Deze samenloop van verschillende invloeden had grote invloed op de zeespiegel, de loop en het debiet van de rivieren. Op plaatsen waar de rivieren in een eerdere periode sedimenten achter lieten werd in een volgende fase het grootste deel van de aanwezige riviersedimenten weer afgebroken en konden plaatselijk, onder andere in een groot deel van Zuid-Limburg en de Peelhorst de rivieren zich nog vele meters diep in de daaronder liggende lagen insnijden. Daar waar de opwelving een bepaalde grootheid te boven ging ontstonden op deze wijze de bekende rivierterrassen. Aan het einde van elke koude periode nam het transport van grind (groter debiet door smeltwater) sterk toe. Gedurende de warme perioden werd vervolgens op dezelfde plaats meer zand en klei afgezet. Over het algemeen mag aangenomen worden dat in Limburg vooral de Maas verantwoordelijk was voor de aanvoer van grindrijke sedimenten. Op de plaatsen waar de Rijn de provincie binnenstroomde had deze rivier het grootste deel van zijn grindlast verloren en werden grindhoudende en grindarme zanden afgezet. Bij de Maas was dit anders. De gebergterand van de Ardennen ligt weinige kilometers ten zuiden van Maastricht en nauwelijks enkele tientallen kilometers naar het noorden ligt het begin van de Centrale Slenk, een vergaarbak voor grote hoeveelheden sedimenten die door de Maas werden aangevoerd. Aanvankelijk werd de Maas tussen Luik en Maastricht, daar waar de rivier de harde paleozoïsche gesteenten van de Ardennen verliet, naar het oosten afgebogen. In de omgeving van Kerkrade, waar de Maas de Feldbiss overschreed, kwam deze in de Centrale Slenk, waarbinnen een uitgestrekt puinwaaier gevormd werd. De Maas werd vervolgens in de Rijn opgenomen.
Aan het einde van het Tiglien heeft deze Oostmaas het west-oost gerichte dal verlaten en noordwestelijk van het Halembaye-Ubachsberg hoog een nieuw dal ingesneden. Dit was het begin van de huidige Westmaas. Geleidelijk aan zien we de puinkegel zich steeds verder naar het westen verplaatsen om in de huidige stroomrichting meer of minder verankerd te worden. Op het moment dat de Oostmaas in oostelijke richting stroomde nam de Rijn grote delen van de Centrale Slenk en de Venloslenk in beslag. In Zuid-Limburg werd de loop van de Rijn in grote lijnen door breuken en puinkegels van de Maas bepaald. In het Tiglien zien we de Peelhorst als een eiland liggen tussen de Centrale Slenk en de Venlo Slenk. In beide slenken stroomt een deel van de Rijn. Gedurende het jongste deel van het Cromerien, circa 600.000 jaar geleden, stroomde de Rijn voor de laatste keer door de Centrale Slenk, om zich vervolgens geheel buiten de provincie Limburg te begeven. Vanaf dit tijdstip maakt geheel Limburg deel uit van het stroom- en sedimentatiegebied van de Maas. Het zich geheel terug trekken uit het gebied van de provincie Limburg door de Rijn moet ongeveer samengevallen zijn met het moment dat door de Maas een zeer uitgestrekte puinwaaier sedimenteerde in het gebied van het Kempisch Plateau. Deze puinwaaier bestond plaatselijk uit een meer dan 20 meter dik pakket zeer grove grinden met grote gesteenteblokken en zeer grote zanden. Deze afzettingen vormen in Zuid-Limburg de meest westelijke afzettingen van de Maas. In de daarop volgende perioden heeft de Maas zich steeds verengend ingegraven in deze puinkegel en in de Centrale Slenk grote hoeveelheden grindrijke sedimenten achter gelaten. Tussen en boven deze grindrijke sedimenten, komen op veel plaatsen ook grindhoudende grove zanden, grove zanden en kleien voor. Het overgrote deel van de natte grindwinningen, in Limburg, liggen binnen dit deel van de Maas.

## Geologie
Afzettingen die door de rivieren in die tijd zijn afgezet zijn:
- Laagpakket van Waubach (Oermaas)
- Laagpakket van Kosberg (Oostmaas)
- Laagpakket van Crapoel (Oostmaas)[5]
- Laagpakket van Noorbeek (Oostmaas)[6]
- Laagpakket van Simpelveld (Oostmaas/Westmaas)
- Laagpakket van Margraten (Westmaas)
- Laagpakket van Sibbe (Westmaas)
- Laagpakket van Valkenburg (Westmaas)
- Laagpakket van St. Geertruid (Westmaas)
- Laagpakket van St. Pietersberg (Westmaas)
- Laagpakket van 's-Gravenvoeren (Westmaas)
- Laagpakket van Rothem (Westmaas)
- Laagpakket van Caberg (Westmaas)
- Laagpakket van Gronsveld (Westmaas)
- Laagpakket van Oost-Maarland (Westmaas)

## Restanten

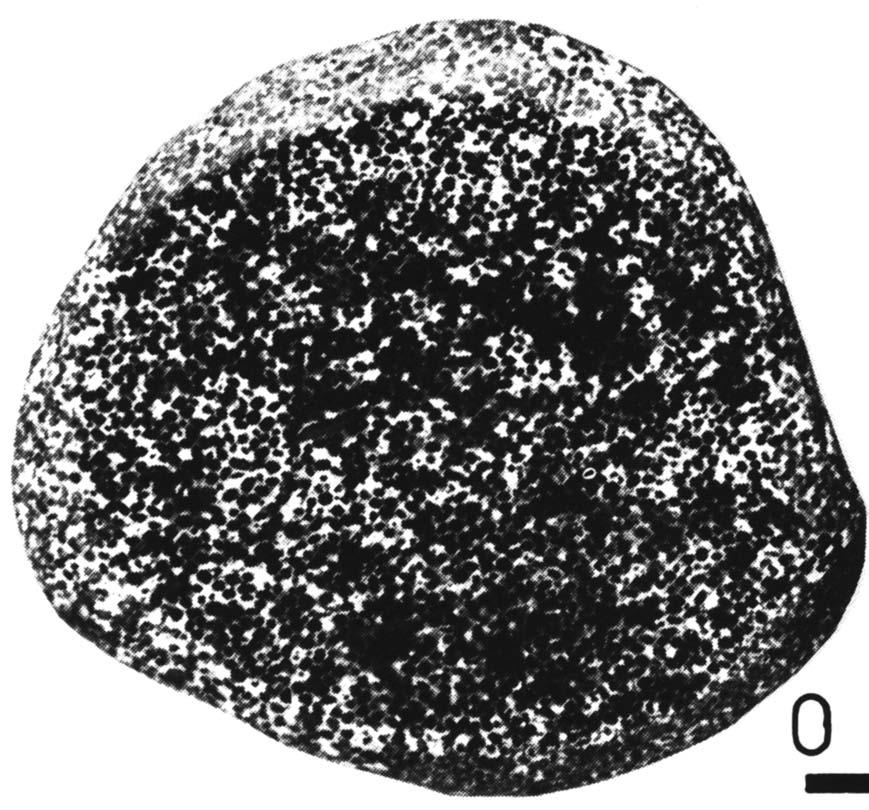
Kiezeloöliet (aangeslepen), verkiezelde oölitische Jurakalksteen en naamgever van de Kiezeloöliet Formatie

Aan het einde van het Tertiair, rond de overgang Plioceen - Pleistoceen, vond de opheffing van de Ardennen en het Rijn-Leisteenplateau plaats, waarbij het gebied ten zuiden van de Feldbissbreuk (de breuk die loopt langs de lijn Sittard-Kerkrade) mee werd opgeheven, terwijl het gebied ten noorden van deze breuk, de zogenaamde Roerdalslenk, daalde. In deze Roerdalslenk bleven de afzettingen van de Kiezeloöliet Formatie voor de erosie gespaard, terwijl zij ten zuiden van de Feldbissbreuk vrijwel geheel werden geërodeerd en alleen erosieresten bewaard bleven. Deze erosieresten vinden we terug in de gebieden die buiten het sedimentatiegebied van de Maas zijn gelegen, dus op de resten van de oorspronkelijke schiervlakte. Tot deze schiervlakte behoren de hooggelegen gebieden zuidelijk van Noorbeek, Epen en Slenaken, het plateau van de Vijlenerbossen en de Vaalserberg en het aangrenzende Belgische gebied. Op dit plateau, gelegen boven 250 meter boven NAP, vinden we talrijke dolines die ontstaan zijn door oplossing van de onderliggende kalksteen waarin resten van het Laagpakket van Waubach bewaard zijn gebleven. Een dunne bestrooiing komt voor op het zogenaamde Eiland van Ubachsberg, een hooggelegen gebied op een oude carbonische opwelving.
Het Laagpakket van Waubach is opgebouwd uit goed afgerond, sterk gebleekt grind dat voor circa 80% uit kwarts bestaat. Dit hoge kwartspercentage is voor een groot deel toe te schrijven aan sterke verwering waardoor een relatieve aanrijking van kwarts heeft plaatsgevonden. Het grind bevat verder verkiezelde Jurakalkstenen waaronder de karakteristieke kiezeloölieten en verkiezelde fossielen uit een herkomstgebied aan de rand van het Bekken van Parijs. Goed afgeronde dichte kwartsieten en fraaie lydieten werden opgenomen uit het Bontzandsteenconglomeraat ten zuiden van Épinal. Typische Ardennengesteenten, zoals Revinienkwartsieten komen slechts in geringe percentages voor waaruit blijkt dat insnijding in de Ardennen nog niet had plaatsgevonden.
Grote groeven in het Laagpakket van Waubach zijn te vinden in het gebied ten noorden van de Feldbissbreuk tussen Waubach en Brunssum waar dit grind wordt gegraven voor de betonindustrie en wegenbouw.
Ook zijn er door de Oermaas tal van grote rotsblokken meegevoerd die her en der in het landschap zijn blijven liggen. Een daarvan is de Dikke Kei van Valkenburg.